# Claus Biederstaedt
Claus Biederstaedt (Stargard in Pommern, 28 giugno 1928 – Eichenau, 18 giugno 2020) è stato un attore, doppiatore e regista teatrale tedesco.
Come attore, ha recitato - tra cinema e televisione - in oltre 120 differenti produzioni, tra l'inizio degli anni cinquanta e l'inizio degli anni novanta, dedicandosi principalmente al cinema negli anni cinquanta-sessanta e successivamente soprattutto alla televisione. Tra i suoi ruoli, principali, figurano quello di Martin Koldewey nella serie televisiva Meine Frau Susanne (1962) e quello del commissario Heiner Kettwig nella serie televisiva Die unsterblichen Methoden des Franz Josef Wanninger (1978-1980); è inoltre un volto noto al pubblico per essere apparso come guest-star in serie televisive quali L'ispettore Derrick e Il commissario Köster/Il commissario Kress (Der Alte).
Come doppiatore, ha prestato, tra l'altro, la propria voce a Peter Falk nella serie televisiva Colombo. Ha inoltre doppiato attore quali Marlon Brando, Rossano Brazzi, Charles Bronson, Yul Brynner, Richard Crenna, Tony Curtis, Albert Finney, John Forsythe, James Garner, Vittorio Gassman, Richard Harris, Martin Landau, Yves Montand, Marcello Mastroianni, Amedeo Nazzari, Paul Newman, Michel Piccoli, Enrico Maria Salerno, Peter Sellers, Rod Taylor, Burt Young, ecc.

## Biografia
Claus Biederstaedt nacque a Stargard in Pomerania (ora in Polonia) il 28 giugno 1928.
Fece il proprio debutto sul grande schermo nel 1952, interpretando il ruolo di Famulus Huber nel film, diretto da Rolf Hansen, Die große Versuchung. Il ruolo gli valse il Bundesfilmpreis d'oro come miglior attore emergente.
Nel dicembre del 2011, i medici sono costretti ad amputargli tre quarti della lingua a causa di un tumore, che lo aveva costretto ad abbandonare le scene.

### Vita privata
Viveva a Monaco di Baviera con la moglie Barbara, con la quale era sposato dal 1974, dopo un precedente divorzio.

## Filmografia parziale

### Cinema
- Die große Versuchung, regia di Rolf Hansen (1952)
- Liebeskrieg nach Noten, regia di Karl Hartl (1953)
- Arlette erobert Paris, regia di Viktor Tourjansky (1953)
- Ich und Du, regia di Alfred Weidenmann (1953)
- Eine Liebesgeschichte, regia di Rudolf Jugert (1954)
- Sanatorium total verrückt , regia di Alwin Elling (1954)
- Die Sonne von St. Moritz, regia di Arthur Maria Rabenalt (1954)
- Sanerbruch: questa era la mia vita (Sauerbruch - Das war mein Leben) , regia di Rolf Hansen (1954)
- Annie (Feuerwerk), regia di Kurt Hoffmann (1954)
- Keine Angst vor Schwiegermüttern, regia di Erich Engels (1954)
- Der letzte Sommer, regia di Harald Braun
- Ewiger Walzer, regia di Paul Verhoeven (1954)
- Musik, Musik und nur Musik
- Scalo a Orly (Escale à Orly), regia di Jean Dréville (1955)
- All'est si muore (Kinder, Mütter und ein General), regia di László Benedek (1955)
- Anna al collo (1955)
- Der Himmel ist nie ausverkauft, regia di Alfred Weidenmann (1955)
- Meine Kinder und ich, regia di Wolfgang Schleif (1955)
- Mädchen ohne Grenzen. regia di Géza von Radványi (1955)
- Urlaub auf Ehrenwort, regia di Wolfgang Liebeneiner (1955)
- Vedova per una notte (Charleys Tante), regia di Hans Quest (1956)
- Vor Sonnenuntergang, regia di Gottfried Reinhardt (1956)
- Schwarzwaldmelodie , regia di Géza von Bolváry (1956)
- Kleines Zelt und große Liebe, regia di Rainer Geis (1956)
- Was die Schwalbe sang, regia di Géza von Bolváry (1956)
- Das Donkosakenlied, regia di Géza von Bolváry (1956)
- Die Christel von der Post , regia di Karl Anton (1956)
- Die verpfuschte Hochzeitsnacht, regia di Wolfgang Schleif (1957)
- Kindermädchen für Papa gesucht, regia di Hans Quest (1957)
- Gli amanti del Pacifico (Blaue Jungs ), regia di Wolfgang Schleif (1957)
- Es wird alles wieder gut, regia di Géza von Bolváry (1957)
- Night Club (Die Beine von Dolores), regia di Géza von Cziffra (1957)
- Infermiera di notte (Nachtschwester Ingeborg), regia di Géza von Cziffra (1958)
- Notti di Pietroburgo (Petersburger Nächte), regia di Paul Martin (1958)
- Majestät auf Abwegen, regia di Robert A. Stemmle (1958)
- Scala - total verrückt, regia di Erik Ode (1958)
- Was eine Frau im Frühling träumt, regia di Erik Ode e Arthur Maria Rabenalt (1959)
- Tunisi top secret, regia di Bruno Paolinelli (1959)
- Mandolinen und Mondschein, regia di Hans Deppe (1959)
- Was macht Papa denn in Italien?, regia di Hans-Dieter Schwarze (1961)
- Am Sonntag will mein Süsser mit mir segeln gehn, regia di Franz Marischka (1961)
- Wenn die Musik spielt am Wörthersee, regia di Hans Grimm (1962)
- Aguirre furore di Dio (Aguirre, der Zorn Gottes), regia di Werner Herzog (1972)
- Schwarzwaldfahrt aus Liebeskummer, regia di Werner Jacobs (1972)
- Auch ich war nur ein mittelmäßiger Schüler, regia di Werner Jacobs (1974)

### Televisione
- Letzter Punkt der Tagesordnung - film TV (1962)
- Meine Frau Susanne - serie TV, 20 episodi (1962) - ruolo: Martin Koldewey
- Caesar und Cleopatra - film TV (1964) - Rufio
- Die Geschichte des Rittmeisters Schach von Wuthenow - film TV (1966)
- Raumpatrouille - Die phantastischen Abenteuer des Raumschiffes Orion - miniserie TV (1966)
- Mexikanische Revolution - film TV (1968)
- Diese Frau zum Beispiel - film TV (1968)
- Was man so die Liebe nennt - film TV (1968)
- Die lieben Freunde - film TV (1970) - Mike
- Gefährliche Neugier - film TV (1970) - Jost Ziball
- Der Kommissar - serie TV, 1 episodio (1971) - Sig. Millinger
- Ein Chirurg erinnert sich - serie TV (1972) - Dott. Ebner
- Bleib' wie Du bist - film TV (1973)
- Der Kommissar - serie TV, 1 episodio (1974) - Kurt Meringer
- Tausend Francs Belohnung - film TV (1974)
- Der Kommissar - serie TV, 1 episodio (1975) - Riemann
- Lockruf des Goldes - miniserie TV (1975) - narratore
- Der Kommissar - serie TV, 1 episodio (1976) - Sig. Weise
- Haben Sie nichts zu verzollen? - film TV (1977)
- Die Fälle des Herrn Konstantin - serie TV (1977)
- Squadra speciale K1 - serie TV, 1 episodio (1977) - Sig. Kaminski
- Die unsterblichen Methoden des Franz Josef Wanninger - serie TV, 22 episodi (1978-1980) - Commissario Heiner Kettwig
- L'ispettore Derrick - serie TV ep. 06x03, regia di Theodor Grädler - Dott. Homann
- Polizeiinspektion 1 - serie TV, 1 episodio (1980) - Gerhard Fuchs
- Il commissario Köster (Der Alte) - serie TV, 1 episodio (1980) - Ekkehard Martinek
- Il commissario Köster (Der Alte) - serie TV, 1 episodio (1981) - Gerd Steiner
- Frau über vierzig - serie TV, 1 episodio (1981)
- Die Präsidentin - film TV (1982)
- Squadra speciale K1 - serie TV, 1 episodio (1982) - Rolf Kahlenberg
- Ehe oder Liebe - film TV (1982) - Stephan Vogt
- Krimistunde - serie TV (1982)
- Villa zu vermieten - film TV (1982)
- L'ispettore Derrick - serie TV, ep. 09x09, regia di Theodor Grädler - Answald Hohner
- Polizeiinspektion 1 - serie TV, 1 episodio (1983) - Sig. Schneider
- Lach mal wieder - serie TV (1984)
- Die Frau des Kommissars - film TV (1984)
- Dalli Dalli - serie TV, 1 episodio (1984)
- Unsere schönsten Jahre - serie TV, 1 episodio (1985)
- Es muß nicht immer Mord sein - serie TV, 1 episodio (1985)
- L'ispettore Derrick - serie TV, ep. 12x11, regia di Theodor Grädler (1985) - Harald Linder
- Detektivbüro Roth - serie TV, 1 episodio (1986)
- La clinica della Foresta Nera - serie TV, 2 episodi (1988)
- Berliner Weiße mit Schuß - serie TV, 1 episodio (1989)
- Il commissario Kress (Der Alte) - serie TV, 1 episodio (1989) - Klaus Malin
- L'ispettore Derrick - serie TV, ep. 20x07, regia di Theodor Grädler (1993) - Arnold Soske

## Premi e riconoscimenti
- 1953: Bundesfilmpreis d'oro come miglior attore emergente per Die große Versuchung[5][8]
- 1957: Nomination al Bundesfilmpreis d'argento come miglior attore non protagonista per Vor Sonnenuntergang[8]